# Street hockey
Street hockey (pol. hokej uliczny, ang. street – ulica, hockey – hokej) – termin określający rekreacyjną i nieprecyzyjną grę w hokej na rolkach lub bez rolek granej najczęściej na lodzie, asfalcie, bruku, kostce lub na hali, z użyciem krążka lub piłki. Często zwany również jako street hokey, road hockey, deck hockey, ground hockey, ball hockey. Gra polega na umieszczeniu krążka w bramce przeciwnika za pomocą kija trzymanego w rękach. Celem jest zwycięstwo w meczu poprzez zdobycie większej liczby bramek niż rywal. Zmiany zawodników na boisku są dokonywane tak jak w hokeju na lodzie. Ogólnie rzecz biorąc, gra w hokeja ulicznego odbywa się bez prawie żadnego sprzętu ochronnego, ponieważ gwałtowne kontakty fizyczne nie są stosowane.
Zasady i style gry mogą się różnić w zależności od regionu, w zależności od tradycji grupy, która gra.
International Street and Ball Hockey Federation (ISBHF) organizuje rozgrywki międzynarodowe, które większość dzieli się według grup wiekowych i płci. Turnieje te są odbywają się zazwyczaj dwa razy w roku, np. w kategorii lat 20 i więcej dla mężczyzn i kobiet, dla mężczyzn i kobiet poniżej 20 lat, mężczyzn i kobiet poniżej 18 lat oraz mężczyzn i kobiet poniżej 16 lat. Istnieje również turniej seniorów (dla mężczyzn w wieku 40 lat i więcej oraz dla kobiet w wieku 35 lat i więcej).

## Klasyfikacja

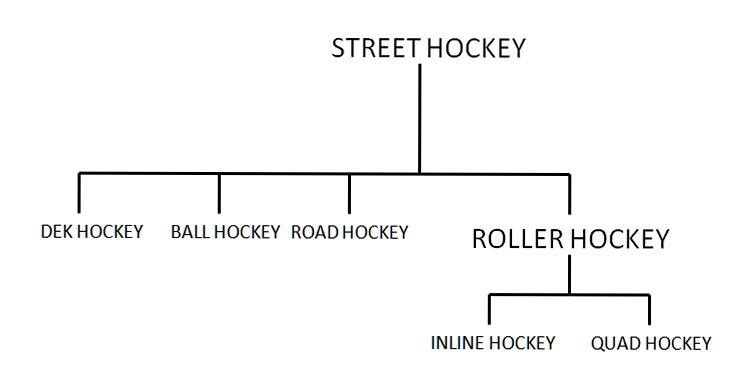
Odmiany street hockeya.

Street hockey ma odmiany zwane dek hockey, ball hockey i roller hockey. 
Nazwa dek hockey pochodzi od materiału podłogi, na którym jest grany. Gdy rozgrywki hokeju ulicznego zaczęły grać na lodowiskach wewnętrznych i zewnętrznych, nawierzchnia lub nawierzchnia była nazywana "dek".
Nazwa ball hockey pochodzi od piłki, którą częściej grano niż krążkiem, gdy zaczęło organizować rozgrywki hokeju ulicznego.
Nazwa roller hockey pochodzi od wrotek, na których grano street hockeya. W zależności od rodzaju wrotek dzielą się na:
- hokej na wrotkach (ang. Quad hockey) - grają w tradycyjnych rolkach dwuśladowych – z czterema kółkami.
- hokej in-line (ang. Inline Hockey) - grają w rolkach jednośladowych (łyżworolki)

Wszystkie odmiany street hockeya są pod opieką floor hockeya.